# 싼민고등학교역
싼민고교역(중국어 정체자: 三民高中站, 한자음: 삼민고중참)은 2010년에 개통한 타이완의 철도역이다.

## 역 주변
- 싼민고등학교
- 쿵중대학